# Beau Willimon
Pack Beauregard "Beau" Willimon (Alexandria, Virgínia, 26 de outubro de 1977) é um dramaturgo e roteirista norte-americano. Como reconhecimento, foi nomeado ao Oscar 2012 na categoria de Melhor Roteiro Adaptado por The Ides of March.